# Anolis alutaceus
Anolis alutaceus (блакитноокий кущовий аноліс) — вид ігуаноподібних ящірок родини анолісових (Dactyloidae). Ендемік Куби.

## Поширення і екологія
Блакитноокі кущові аноліси мешкають на островах Куба і Хувентуд. Вони живуть в первинних і вторинних вологих тропічних лісах, прибережних і чагарникових лісах, трапляються на луках. Зустрічаються на висоті понад 1000 м над рівнем моря. Живляться мурахами, відкладають яйця.